# Danh sách chi của Geometridae: B
Dưới đây là danh sách các chi của họ bướm đêm Geometridae:
A B C D E F G H I J K L M N O P Q R S T U V W X Y Z

- Bacillogaster
- Bagodares
- Ballantiophora
- Balliace
- Bandobena
- Bapta[cần định hướng]
- Baptria
- Bardanes
- Bargosa
- Barrama
- Bassania[cần định hướng]
- Bathycolpodes
- Baynia
- Berambe
- Berberodes
- Berta
- Besma
- Betulodes
- Bicalcarella
- Bichroma
- Biclavigera
- Bihastina
- Binareolaria
- Biston
- Bithiodes
- Bizarda
- Bizia
- Blaboplutodes
- Blechroma
- Blechromopsis
- Blechroneromia
- Blepharoctenia
- Blepharoctenucha
- Boarmacaria
- Boarmia
- Boarmioides
- Bociraza
- Bombia
- Bombycodes
- Bonatea
- Boninnadagara
- Borbacha
- Borbachodes
- Bordeta
- Bornealcis
- Bosara
- Brabira
- Brabirodes
- Bracca
- Brachurapteryx
- Brachyctenistis
- Brachyglossina
- Brachyprota
- Brachysema[cần định hướng]
- Brachystichia
- Brachytrita
- Bradyctena
- Braueriana
- Brephoscotosia
- Brillosa
- Bryoptera
- Budara
- Bulonga
- Bumetopon
- Bundelia
- Bupalus
- Burichura
- Bursada
- Bursadopsis
- Burtina
- Bustilloxia
- Butleriana
- Butoa
- Buttia
- Buzura
- Bylazora
- Byssodes
- Bytharia